# Acacia translucens
Acacia translucens är en ärtväxtart som beskrevs av William Jackson Hooker. Acacia translucens ingår i släktet akacior, och familjen ärtväxter. Utöver nominatformen finns också underarten A. t. oblonga.